# سینما سیتی قشم
سینما سیتی یک سینما در جزیره قشم، ایران است.
این سینما که در مجتمع سیتی سنتر ۲ قرار دارد در اسفند ۱۳۹۶ با ظرفیت ۲۷۶ نفر افتتاح شده‌است.